# Henrik Rehnvall
Henrik Rehnvall, född 1986, är en svensk bandymålvakt som har Bollnäs GIF som moderklubb. Han kommer, precis som Andreas Westh, från den lilla byn Västansjö utanför Bollnäs. Säsongen 2008/2009 var Rehnvall andremålvakt bakom David Borvall.